# SuperSplash
SuperSplash est un parcours de montagnes russes aquatiques du parc d'attractions Plopsaland, situé à La Panne, dans la Province de Flandre-Occidentale, en Belgique.

## Description

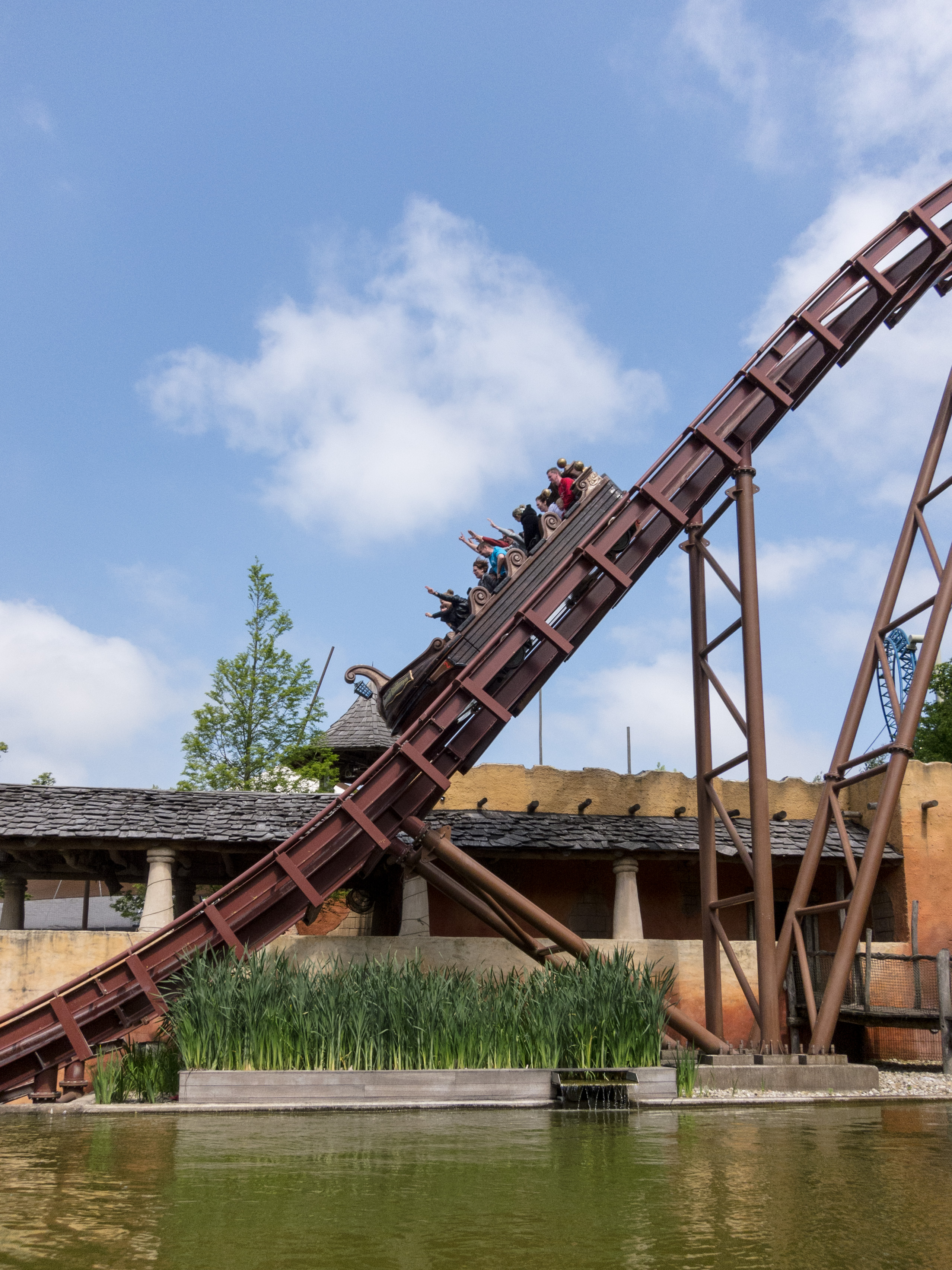
Descente le long de la structure métallique.

Il s'agit du troisième modèle SuperSplash du constructeur Mack Rides et le seul qui ne présente pas de lift à chaîne mais un ascenseur vertical.
Après l'embarquement des passagers dans le véhicule, celui-ci accède à l'ascenseur. Il est composé d'une plateforme rotative qui fait pivoter l'embarcation vers la droite en même temps qu'elle s’élève. Ce procédé rend l'attraction unique car aucun autre exemplaire du modèle SuperSplash ne présente ces caractéristiques. Au sommet, une porte s'ouvre et les passagers découvrent le paysage avant de plonger d'une hauteur de 19,50 mètres pour arriver en dessous du niveau du plan d'eau pour ensuite passer sur une bosse et enfin atteindre le lac dans les éclaboussures. Le parcours se poursuit avec la chaloupe qui vogue jusqu'à la station d'embarquement.
Trois embarcations évoluent sur le parcours. Elles sont composées de quatre rangées de quatre places sécurisées par des lap bar pour un total de seize passagers.
Le parc de loisirs annonce la construction de l'attraction en septembre 2005, les travaux débutent à la fin de 2005 et l'inauguration a lieu le 1er avril 2006. Piet De Koninck est le directeur artistique des parcs Plopsa et est le créatif qui a réalisé l'intégration et le décorum de l’attraction.
SuperSplash est situé sur une petite portion de l'ancien bois des contes de fées. L'arrivée de cette attraction entraîne une refonte totale de la zone pirates, où Samson en Gert en rôles de corsaires cèdent leur place à Piet Piraat (Pat le Pirate en français) pour renommer le quartier en zone Piet Piraat. Le restaurant de la zone est inauguré en 1994 sous le nom de Drakkar en même temps qu'une nouvelle expansion. Meli Park acquiert à l'époque le restaurant les pirates de Mirapolis après la fermeture de celui-ci le 20 octobre 1991. Conservant le thème de la piraterie, il prend place au bord du lac nouvellement creusé. Plopsaland le rebaptise par la suite grill des pirates. Le pont suspendu et le bateau pirate sont déplacés lors de l'intersaison 2005-2006 au sein de cette zone pour entrer en interaction avec le parcours du SuperSplash.
L'unique autre parcours de montagnes russes aquatiques de Mack Rides à posséder un ascenseur vertical est Journey to Atlantis à SeaWorld San Diego. Contrairement à celle de Plopsaland, cette attraction est un modèle Water Coaster et non un modèle SuperSplash et ne possède pas de plateforme rotation.